# Istoria Susanei

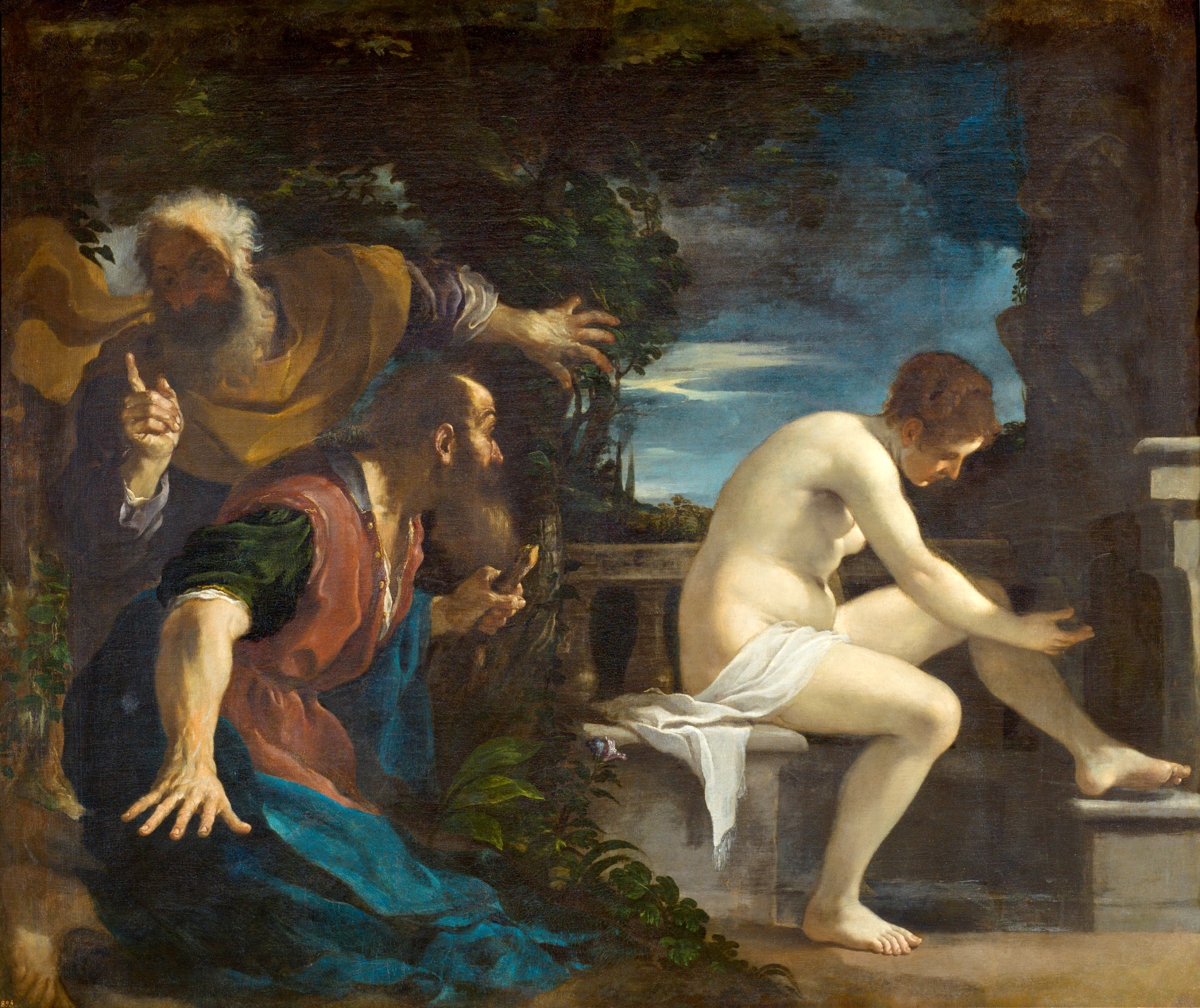
Susana şi cei doi bătrâni, pictură realizată de Guercino

Istoria Susanei este una din adăugirile la Cartea lui Daniel, considerată apocrifă de către protestanți, dar inclusă în această carte de către romano-catolici și ortodocși.

## Conținut
Susana, o tânără evreică, pură din punct de vedere moral, este surprinsă de doi bătrâni în timp ce se îmbăia.
Aceștia se simt atrași de frumusețea fetei.
Susana refuză propunerile imorale ale bătrânilor și aceștia, drept răzbunare, o acuză de adulter, căci conform preceptelor epocii, ea ar fi fost condamnată la moarte.
În ultima clipă, tânăra este salvată de profetul Daniel.